# Madhumati
Madhumati é um filme indiano de 1958, um drama romântico-musical dirigido por Bimal Roy. 
Foi selecionado como representante da Índia à edição do Oscar 1959, organizada pela Academia de Artes e Ciências Cinematográficas.

## Elenco
- Dilip Kumar - Devinder/Anand
- Vyjayanthimala - Madhumati/Madhvi/Radha
- Pran - Raja Ugranarain
- Johnny Walker - Charandas
- Jayant - Pawan Raja
- Tiwari - Bir Singh